# Campyloneurum chrysopodum
Campyloneurum chrysopodum är en stensöteväxtart som först beskrevs av Kl., och fick sitt nu gällande namn av Fée. Campyloneurum chrysopodum ingår i släktet Campyloneurum och familjen Polypodiaceae. Inga underarter finns listade.